# 波貝克·費爾多希
波貝克·費爾多希（英語：Bobak Ferdowsi，發音：[baːˈbæk feɾdoːˈsiː]，1979年11月7日—）是NASA噴射推進實驗室的飛航工程師。他曾參與卡西尼-惠更斯號及火星科學實驗室好奇號的任務。
費爾多希在2012年8月獲得了短暫的媒體名聲，當時他留著獨特的莫霍克髮型，在電視轉播的好奇號登陸過程中多次出現在鏡頭前。他的出現成為該事件的標誌性形象，新聞和社群媒體都有報導；甚至連美國總統巴拉克·歐巴馬也評論「莫霍克哥」（Mohawk Guy）的受歡迎程度。

## 生平
費爾多希於1979年11月7日出生於賓夕法尼亞州費城。他有波斯人血統；他的父親從伊朗移民到美國。他的父母是在大學認識的。他從高中老師和他對科幻小說（包括《星艦奇航記》和亞瑟·查理斯·克拉克的作品）的熱愛中受到啟發，從而投身太空領域。出生後不久，他就搬到舊金山灣區，並在1991年搬到東京，就讀於美國在日學校，並於1997年畢業。
同年，他考入華盛頓大學，主修航太工程，這是他兒時的夢想。在那裡，他在諾貝爾物理學獎得主漢斯·德默爾特的指導下進行研究。2001年，他入讀麻省理工學院，並加入精益航太計畫至2003年。
費爾多希於2003年底加入噴射推進實驗室，並參與火星科學實驗室任務，直到近九年後的2012年8月6日成功登陸。他曾是卡西尼-惠更斯號任務的科學規劃師，現在作為系統工程師參與木衛二快艇任務。
截至2018年，費爾多希是噴射推進實驗室NISAR聯合地球觀測任務的故障保護主管。

## 媒體露面與NASA宣導

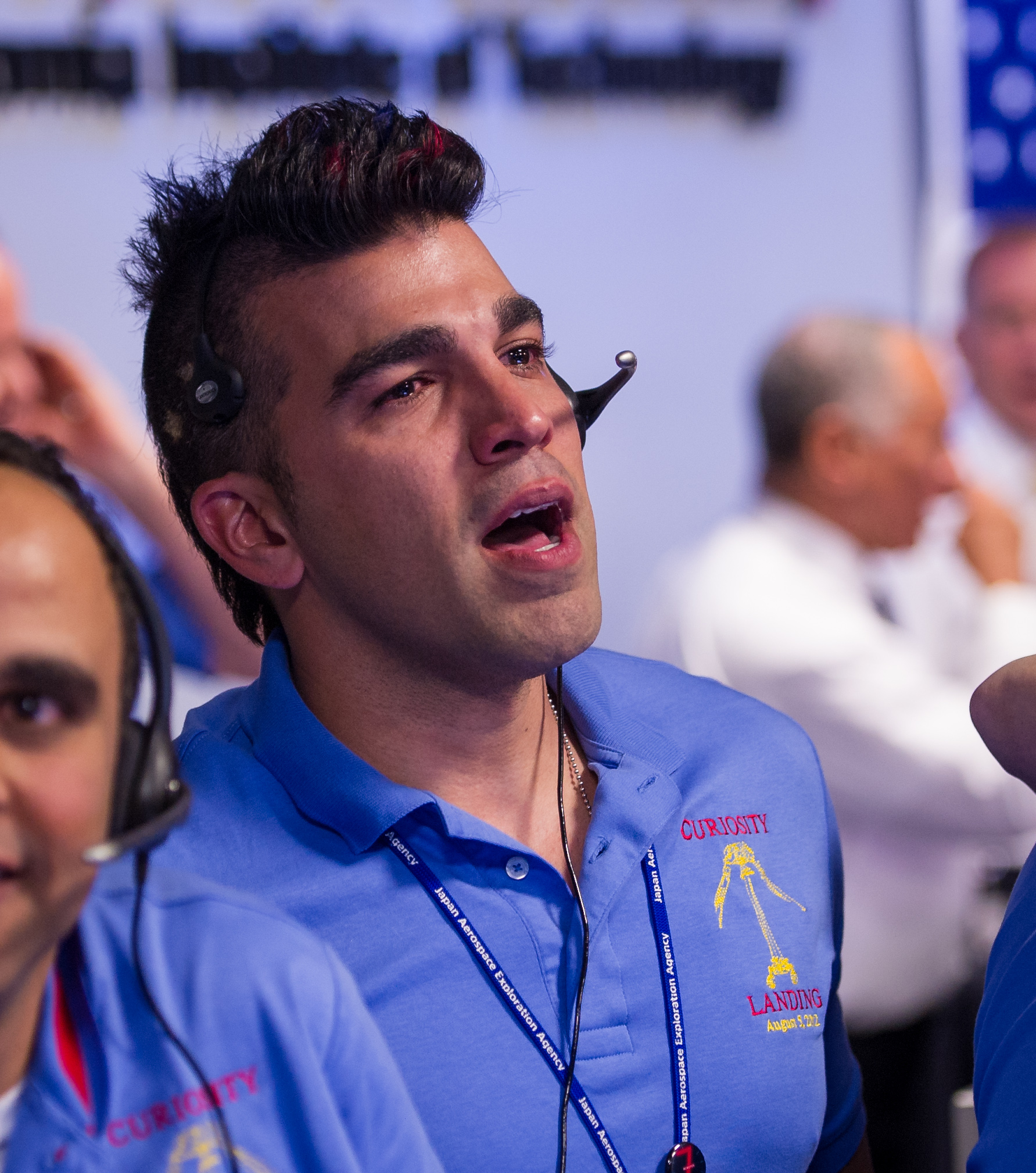
費爾多希觀察好奇號成功登陸火星。

在2012年8月6日好奇號火星漫遊車登陸火星時，費爾多希留了一個莫霍克髮型，並在NASA電視台的現場轉播中出現，因此成為媒體轟動人物。他坐在顯眼的鏡頭位置，他的莫霍克髮型意外地成為登陸的標誌性形象。費爾多希解釋說，他每次執行任務都會留一個新髮型，而莫霍克髮型是他的團隊經由民眾投票選出來的。
當美國總統巴拉克·歐巴馬打電話恭喜這支隊伍時，他注意到「莫霍克哥」的受歡迎程度，他說：「看來NASA確實從白襯衫、黑邊眼鏡和口袋保護套走了很長一段路。你們比以前酷多了。」。費爾多希在另一次採訪中表示，他這樣做是為了幫助減輕工作場所的嚴肅感，「如果我的莫霍克髮型能讓更多人對科學和這項任務感到興奮，那就太棒了。」
費爾多希參加了2013年1月歐巴馬的第二次就職典禮，與其他NASA科學家以及好奇號和獵戶座太空船的複製品一起遊行，這是該機構官方總統就職週末的一部分。費爾多希還參加了2013年2月12日歐巴馬的國情咨文演講，他坐在第一夫人蜜雪兒·歐巴馬的包廂裡，「強調巴拉克·歐巴馬總統呼籲為數學、科學和工程領域的技術移民提供更多簽證。」
費爾多希出現在第六季的《機器人大擂臺》中，擔任邊線記者。他在2015年電視電影中客串演出。他是太空領域的倡導者，並出現在多個連結藝術與科學的活動中。他活躍於社交媒體，利用推特讓大眾更了解科學輕鬆的一面。2024年，費爾多希在《三體》中出演虛構的任務總監。

## 外部連結
- 波貝克·費爾多希的X（前Twitter）